# 罗森达尔

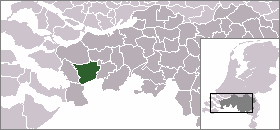

羅森達爾（荷蘭語：Roosendaal，荷蘭語：[ˈroːzə(n)daːl] ⓘ）是荷蘭北布拉班特省的城市和市镇，位於該國南部，面積107.21平方公里，2007年人口77,487，人口密度為每平方公里728人。第二次世界大戰期間，納粹德國在1940年5月14日至1944年10月30日佔領該市。

## 外部連結
- Official website (in Dutch) （页面存档备份，存于）
- Map
- Railway station:
  - Departures （页面存档备份，存于）
  - Station facilities (in Dutch)[永久]

1. ↑  . Gemeente Roosendaal.   [2014-06-03]. （原始内容存档于2015-09-24） （荷兰语）.
2. ↑   [地区关键统计数字]. 荷蘭中央統計局统计数据. 荷蘭中央統計局. 2013-07-02  [2014-03-12] （荷兰语）.
3. ↑  . Actueel Hoogtebestand Nederland. Het Waterschapshuis.   [2014-06-03]. （原始内容存档于2013-09-21） （荷兰语）.
4. ↑   [Population growth; regions per month]. CBS Statline. CBS. 2022年1月1日  [2022年1月2日] （荷兰语）.